# لينزي

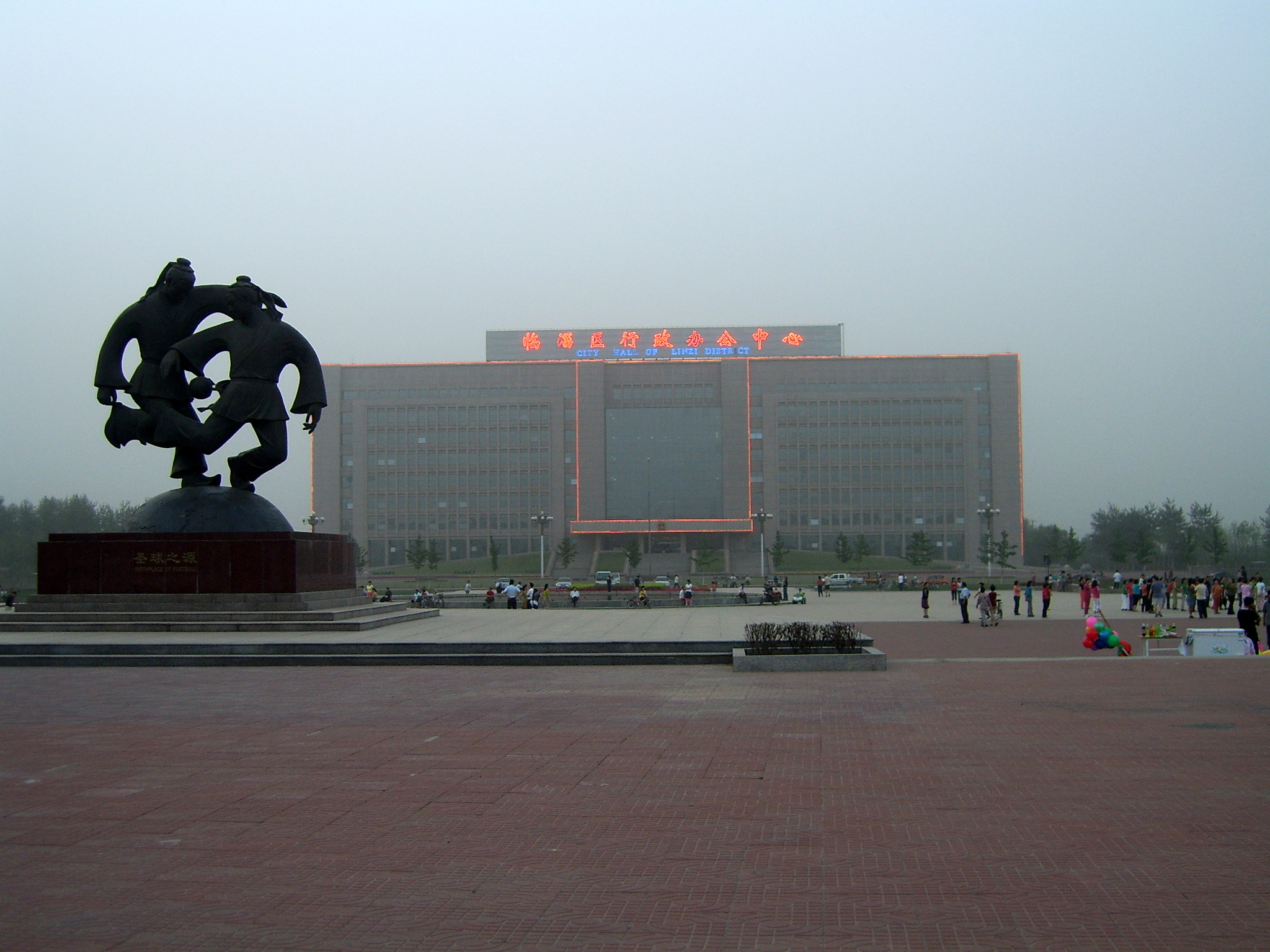
تمشال امام مركز على مربع في مجلس الحكومة المحلي

لينزي (بالصينية: 临淄区) هو حي وجزء من مدينة زيبو، شرق الصين. عدد سكانها حوالي 590,900 نسمة ومساحتها 668 كم2.